# Zieldarstellungskette 33
Die Zieldarstellungskette 33 (ZDK-33) war ein fliegender Verband der Luftstreitkräfte der NVA. Operativ war sie dem Jagdfliegergeschwader 9 unterstellt und zusammen mit diesem auf dem Flugplatz Peenemünde stationiert.

## Geschichte
Die Einheit wurde im Februar 1959 auf Befehl des Ministeriums für Nationale Verteidigung aus der 3. Staffel des FG-1, deren Flugzeugbestand zwei Ketten MiG-17 und einige Jak-11 umfasste, auf dem Flugplatz Cottbus gebildet. Im Juni gleichen Jahres erhielt sie als erste und einzige Einheit der NVA die ersten beiden Exemplare des sowjetischen Frontbombers IL-28. Die Flugzeuge stammten von dem in Neu-Welzow stationierten 11. Selbstständigen Aufklärungsfliegerregiment der 16. Luftarmee, das auch die Umschulung deutscher Besatzungen auf diesen Typ durchführte. Da der Staffel erst 1966 die Eigenbezeichnung Zieldarstellungsstaffel 21 (ZDS-21) zugewiesen wurde, wurde intern auch von der Kommandostaffel gesprochen, weil sie ihre Einsatzbefehle direkt vom Kommando LSK/LV erhielt. Anfangs wurden nur Zieldarstellungsflüge für die Jagdfliegereinheiten im „kalten Schuss“ durchgeführt. Ab dem Frühjahr 1960 wurden die IL-28 mit einer Kabeltrommel im Bombenschacht ausgerüstet, mit deren Hilfe an einem 2000-Meter-Stahlkabel ein acht Meter langer Luftsack ausgefahren werden konnte, auf den nun auch scharfe Schussübungen möglich waren. Außer Jagdfliegern nutzten auch Einheiten der Flugabwehr und der Volksmarine diese Art der Gefechtsausbildung. Der Verband war anfangs nicht fest auf einem Platz stationiert, sondern wurde der jeweiligen Fliegereinheit, für die die Zieldarstellungsflüge erfolgten, als 4. Staffel zugeteilt und auf deren Basis beheimatet.
Im Herbst 1960 erhielt die Kommandostaffel nochmals eine Kette Jak-11, die aber bereits im Sommer 1961 wieder abgegeben wurde. In diesem Zeitraum erfolgten die Einsätze hauptsächlich von den Standorten Trollenhagen und Tutow aus. Anschließend verlegte die Staffel erstmals nach Peenemünde, wo sie eine ebenfalls aus sowjetischen Beständen stammende Schulmaschine IL-28U erhielt, mit der weitere Besatzungen ausgebildet wurden. Ab Anfang der 1960er Jahre übernahm die Kommandostaffel auch eine Reihe von Sonderaufgaben. Zu diesen gehörte die Erprobung von neuen Fallschirm-Typen, die im VEB Bekleidungswerk Seifhennersdorf entwickelt worden waren. Die Tests erfolgten an Puppen und sandgefüllten Behältern. Auch die mit Flugblättern gefüllten „Agitationsbomben“ AGITAB 250-85 und AGIT 500-300 wurden von der Einheit erprobt.
Einen Sonderfall stellte die Lieferung zweier IL-28R-Aufklärer am 1. November 1961 dar. Die beiden Flugzeuge waren zuvor – mit zivilen Kennzeichen versehen – von der Flugzeugwerft Dresden als Erprobungsträger für die Pirna-014-Triebwerke des Strahlverkehrsflugzeuges 152 genutzt worden und wurden nun nach der Beendigung des DDR-Flugzeugentwicklungsprogramms und Entfernung der Versuchseinbauten als Zieldarsteller in die Staffel eingefügt. Im selben Monat erfolgte die Verlegung nach Drewitz, wo die Einheit nach einer weiteren Lieferung von fünf IL-28 und der Aufstockung des Personalbestandes durch von der Transportfliegerschule Dessau abkommandierte Besatzungen den mit insgesamt zehn IL-28 höchsten Bestand in ihrer Geschichte vorweisen konnte. Allerdings stürzte am 12. Oktober 1963 die 204 beim Landeanflug auf den Flugplatz Preschen ab. Dort lag die Kommandostaffel wegen Bauarbeiten in Drewitz zwischenzeitlich. Der Flugzeugführer hatte in einer Wolkendecke über Polen die Orientierung verloren. Die dreiköpfige Besatzung konnte sich mit dem Fallschirm retten. Beim Aufprall des Flugzeugs verursachten die mitgeführten Sprenggranaten der Heckstand-Maschinenkanone NR-23 eine große Explosion, so dass nach diesem Zwischenfall die IL-28 nur noch ohne Abwehrmunition geflogen wurden. Schließlich wurde die Heckbewaffnung ganz ausgebaut.
Am 1. Dezember 1964 begann eine bis 1971 andauernde Stationierung in Drewitz. Mit einem Unterstellungswechsel des Verbandes zur 1. LVD im Jahre 1966 erfolgte auch die Umbenennung in Zieldarstellungsstaffel 21. Von April 1971 bis November 1972 erfolgte eine Stationierung in Trollenhagen, wo die Einheit der 3. LVD unterstellt wurde und die Bezeichnung Zieldarstellungsstaffel 33 (ZDS-33) erhielt. Ihren endgültigen Heimatstandort erhielt sie nach dem letztmaligen Umzug nach Peenemünde am 14. November 1972 und der operativen Unterstellung unter das JG-9 einen Tag später. Die Zieldarstellungsflüge fanden nun gleichbleibend für die Fla-Truppen über den Flakschießplätzen Zingst und Ueckermünde statt. Für die Übungen der Jagdfliegerkräfte, an denen sich auch tschechoslowakische und sowjetische Piloten beteiligten, stand die östlich der Greifswalder Oie gelegene Luftschießzone II (LSZ II) über der Ostsee zur Verfügung.
Ende der 1970er Jahre begann die allmähliche Ausmusterung der IL-28, die durch die L-39 ersetzt wurde. Im September/Oktober 1979 wurden die ersten Besatzungen beim Fliegerausbildungsgeschwader 25 in Bautzen auf den neuen Typ eingewiesen. Am 13. März 1980 wurden vom FAG-25 zwei L-39ZO an die ZDS-33 abgegeben. Im November wurden zehn Staffelangehörige, darunter drei Flugzeugführer, in Košice in die Handhabung der Zielschleppversion L-39V eingewiesen und zwei der Flugzeuge – die einzigen dieser Version in der NVA – am 30. Mai 1980 von Bautzen nach Peenemünde überstellt. Nach Ausmusterung der letzten IL-28 (der letzte Flug erfolgte am 13. Oktober 1982) verfügte die Kette somit über vier L-39. Die solcherart auf die Hälfte der Flugzeugstärke reduzierte Einheit wurde am 1. Dezember 1981 in Zieldarstellungskette 33 (ZDK-33) umbenannt. Eine zwischenzeitliche, durch Baumaßnahmen auf dem Heimatstandort notwendig gewordene Verlegung erfolgte vom 17. Januar bis zum 1. Dezember 1985 zusammen mit der 1. Staffel des JG-9 nach Garz/Flugplatz Heringsdorf. 1987 kam als Zuführung die L-39ZO „222“ hinzu. Die L-39 ZO wurden als Trägerflugzeuge für die Luftsackcontainer LZA-07 eingesetzt. Hiervon waren 2 Container als Originalprodukt aus Schweden eingekauft worden. 2 weitere wurden als Nachbau der Flugzeugwerft Dresden beschafft. Mit der Wiedervereinigung stellte die ZDK-33 am 3. Oktober 1990 ihre Arbeit ein, wurde in die Bundeswehr überführt und bis zum Ende des Jahres aufgelöst. Die Flugzeuge wurden in Rothenburg abgestellt und erhielten Bundeswehr-Kennzeichen. Zwei L-39ZO, die 200 und die 222 gingen im November 1993 als Geschenk an die ungarischen Luftstreitkräfte, wo sie als 133 und 136 flogen. Die beiden L-39V wurden an Museen abgegeben.

## Kommandeure
| Dienstgrad     | Name             | Dienstzeit                           | Anmerkungen               |
| -------------- | ---------------- | ------------------------------------ | ------------------------- |
| Hauptmann      | Heinz Funk       | 1959–1962                            |                           |
| Major          | Dietrich Hellwig | 1962 – 30. September 1963            |                           |
| Oberstleutnant | Gerhard Oswald   | 1. Oktober 1963 – 30. Oktober 1981   | Verdienter Militärflieger |
| Oberstleutnant | Hans-Jürgen Eser | 1. November 1981 – 31. Dezember 1990 |                           |

## Die Flugzeuge der ZDK-33

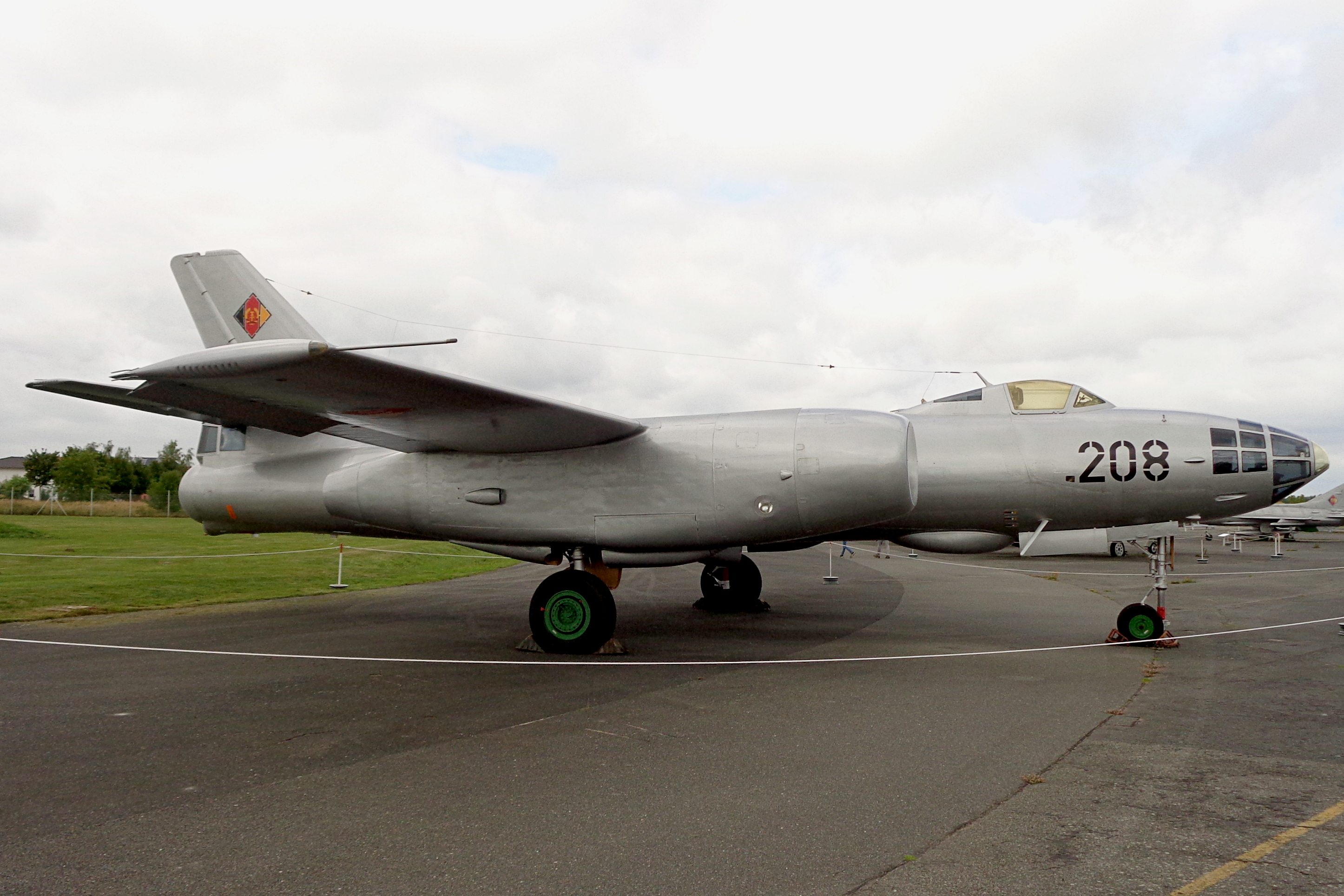
IL-28R (208) der ZDK-33 in Berlin–Gatow

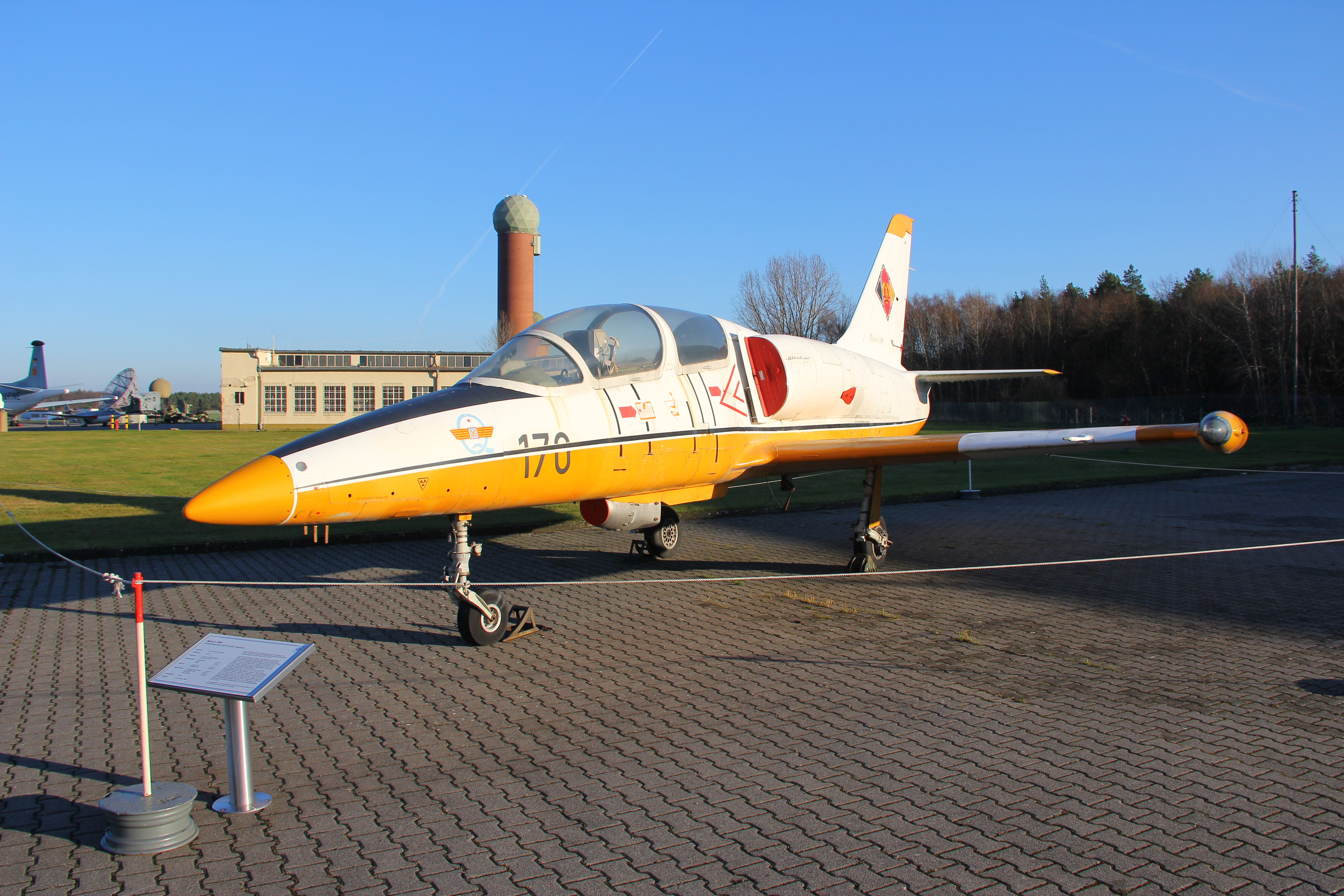
L-39V (170) der ZDK-33 in Berlin-Gatow

| Typ    | Stückzahl  | Taktische Nummern                     | Dienstzeit                  | Anmerkungen                                                                                   |
| ------ | ---------- | ------------------------------------- | --------------------------- | --------------------------------------------------------------------------------------------- |
| Jak-11 | eine Kette | nicht bekannt                         | Herbst 1960 – Sommer 1961   |                                                                                               |
| IL-28  | 7          | 190, 196, 204, 205, 208, 224, 226     | Februar 1959 – Oktober 1982 | die 208 steht heute im Museum Berlin-Gatow                                                    |
| IL-28U | 1          | 193                                   | Herbst 1960 – März 1979     | nach Außerdienststellung Scheinziel in Peenemünde; das Wrack steht heute im Museum Peenemünde |
| IL-28R | 2          | 180, 184                              | November 1961 – Juni 1979   | 1961 als DM–ZZI und DM–ZZK in Dresden für die Triebwerkserprobung der 152 eingesetzt          |
| L-39ZO | 3          | 187 (28+50), 200 (28+51), 222 (28+52) | April 1978 – Oktober 1990   | Übernahme vom JAG-25, Einsatz ab 1984 mit Luftzielapparatur 07 (LZA-07) im Flügelcontainer    |
| L-39V  | 2          | 170 (28+48), 171 (28+49)              | Mai 1980 – Oktober 1990     | Einsatz mit Luftziel KT-04; die 170 steht heute im Museum Berlin–Gatow, die 171 in Rothenburg |